# Märjelensee
Der Märjelensee, heute: Die Märjelenseen sind ein Seensystem im Schweizer Kanton Wallis am östlichen Rand des Aletschgletschers in den Berner Alpen ab einer Höhe von 2301 m ü. M. Die verschiedenen kleinen Seen liegen in einer Senke zwischen dem Eggishorn (2927 m ü. M.) und dem Strahlhorn (3026,5 m ü. M.).

## Geschichte
Der damalige Märjelensee wurde im 19. Jahrhundert beim Hochstand des Aletschgletschers auf natürliche Weise zu einem Eisstausee (oder: „Gletscherrandsee“) aufgestaut und war bis 1,6 Kilometer lang und 500 Meter breit. Heute wird der (kaum mehr 100 Meter lange und gegen 60 Meter tiefer liegende) sich manchmal am Eisrand bildende See „Hintersee“ genannt.
Die Ausbrüche des damals grossen Sees durch ein plötzliches Abfliessen des aufgestauten Wassers durch Gletscherspalten verursachten in früheren Zeiten immer wieder starke Schadenshochwässer unterhalb des Aletschgletschers im Tal der Massa.
Gletscherberichte vermerken Ausbrüche zu folgenden Zeitpunkten:
August 1813, Juli 1820, Juli 1822, Juli 1828, Herbst 1840, August 1848, 1858, 1859, Juli 1864, 1871, 1872, 1873, 1874, 1875, 1876, 19. Juli 1878, 9./10. Juni 1882, Januar 1883, August 1884, 4. September 1887, 24. Juni 1889, 25. Juli 1890, 1892, 1894, 24. September 1895.
Neben diesen Ausbrüchen kam es im 19. Jahrhundert auch zu Schadenshochwässern ins Weisswasser im Fieschertal.
Um weitere Schäden durch Eisstausee-Ausbrüche zu verhindern, wurden in den Jahren 1828 und 1829 zuerst ein kleiner, danach ein grösserer Kanal in Richtung Fieschertal angelegt. Die Gräben versagten oder waren eventuell von den Fieschern zugeschüttet worden, da diese kein Interesse an zusätzlichem Wasser in ihrem Tal hatten. Im Sommer 1895 wurde ein über 500 Meter langer Entlastungsstollen angelegt, mit dem die maximale Staukote begrenzt werden konnte. Bedingt durch den Gletscherrückzug im 20. Jahrhundert war dieser Entlastungsstollen nur ein einziges Mal im Jahr 1896 in Betrieb.
Die Landeshydrologie der Schweiz veranlasste 1908 eine gründliche Untersuchung der Niveauschwankungen des Sees. Das Resultat war eine umfassende Studie, die Otto Lütschg 1915 in Buchform veröffentlichte.
Um die Änderungen des Wasserstandes genau zu erfassen, errichteten Hydrologen eine Pegel-Anlage. Sie platzierten gusseiserne, skalierte Pegelplatten einzeln oder stufenartig in Gruppen in den glattgeschliffenen Felsbändern am damaligen Seeufer. Heute sind diese Messlatten weit oben am linken Talhang sichtbar, am Weg vom Gletscher zur Berghütte Gletscherstube.

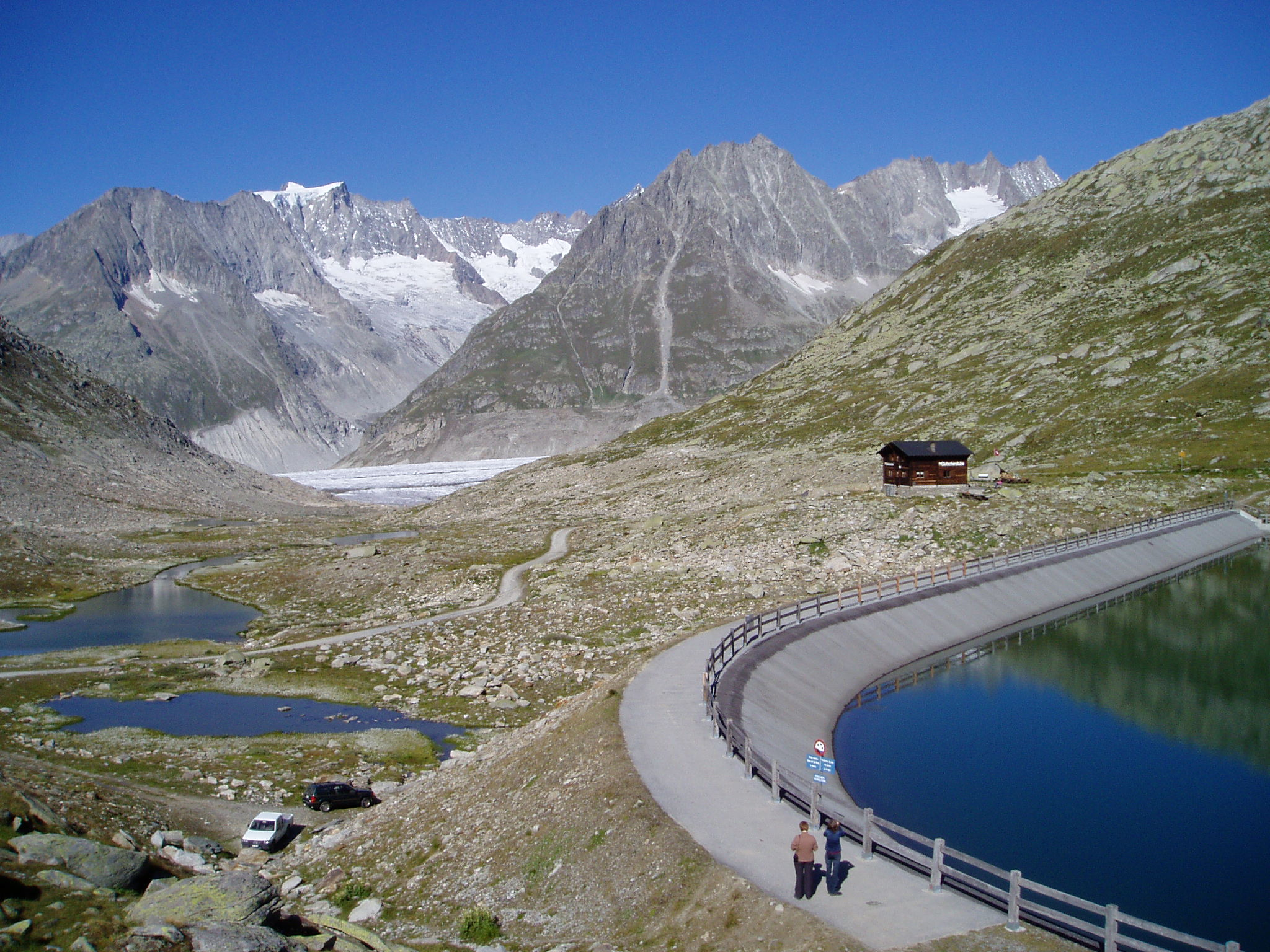
Märjelen-Stausee (Vordersee), weitere Seen und Berghütte Gletscherstube

Seit 1901 läuft der heute deutlich kleinere Märjelensee mit wenigen Ausnahmen jährlich aus. Die Staukote befindet sich heute gut 60 Meter unterhalb des alten Entlastungsstollens. Da zusätzlich auch der Stausee Gibidum angelegt wurde, können die Massa-Hochwässer das Tal der Rhone nicht mehr überschwemmen.
Zur Wasserversorgung der Gemeinde Bettmeralp wurde in den 1980er-Jahren die höchste Mulde des ehemaligen Seegebietes aufgestaut. Das Projekt war aus Naturschutzgründen ein nationales Politikum. Der früher dort gelegene See mit einem Seespiegel auf 2348 m ü. M. wurde auf 2360 m ü. M. aufgestaut. Die zur Bauzeit erstellte Unterkunft ist die heutige Berghütte Gletscherstube. Der zum Bau des auch „Vordersee“ genannten Märjelen-Stausees erstellte Tälligrattunnel (NW-Eingang auf 2347 m ü. M.) ist heute als Wanderweg nutzbar.

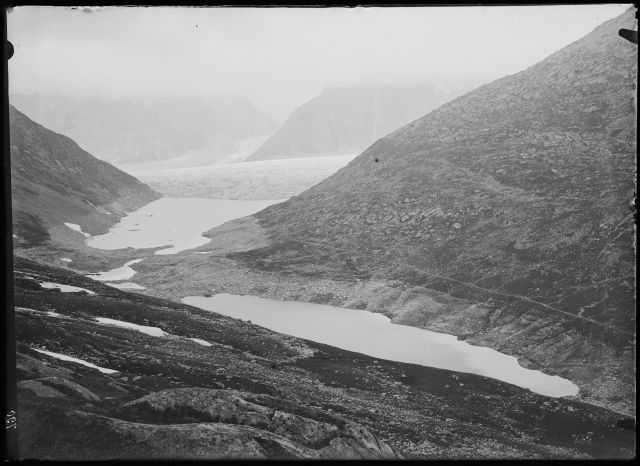
Vorderer (vorne) und hinterer Märjelensee mit dem Gletscher im Hintergrund im Jahr 1909
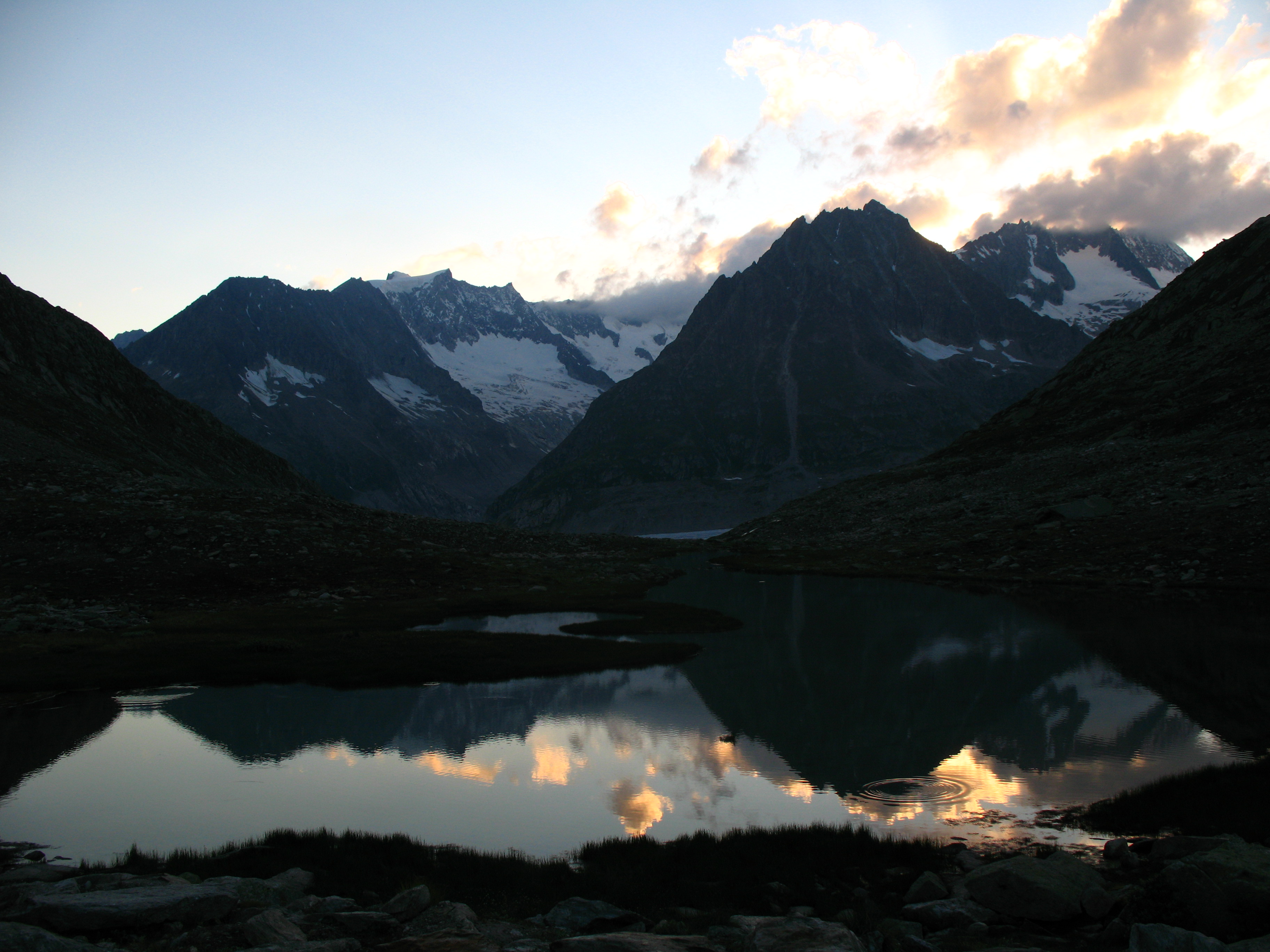
Ein kleinerer See im Gebiet Märjela im Juli 2007, Abendstimmung
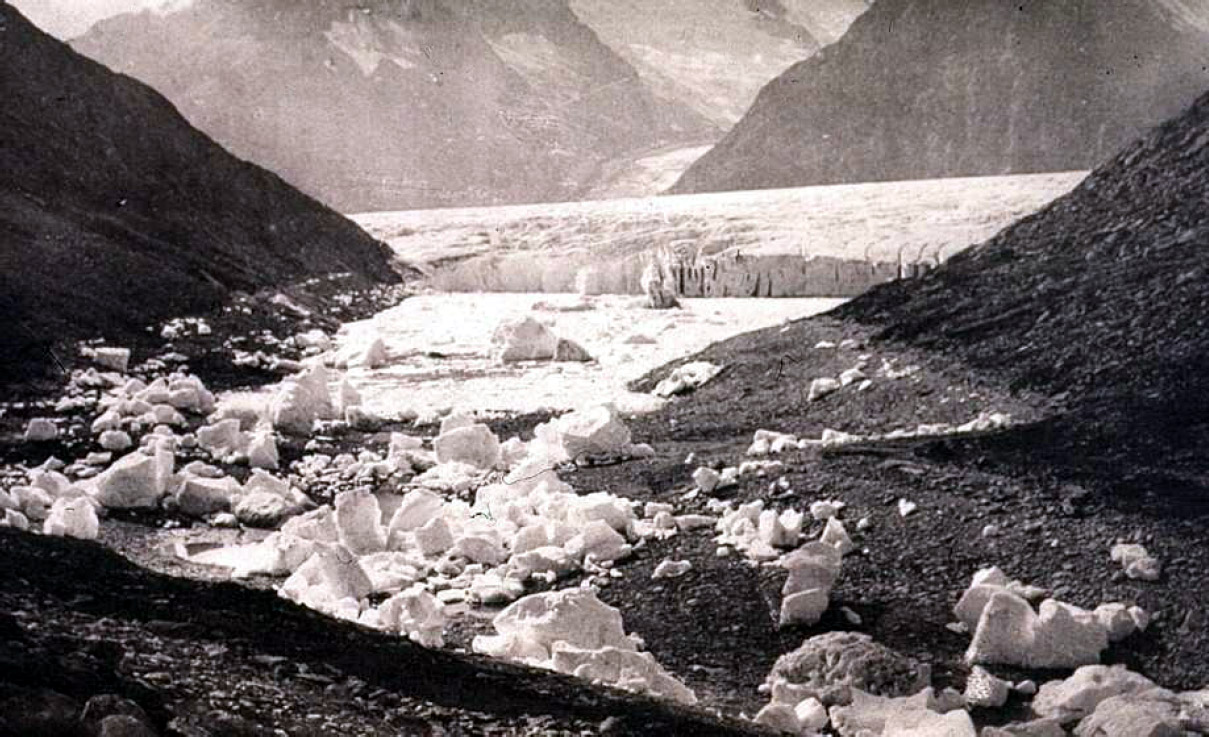
Der hintere Märjelensee im September 1887 nach einer Entleerung
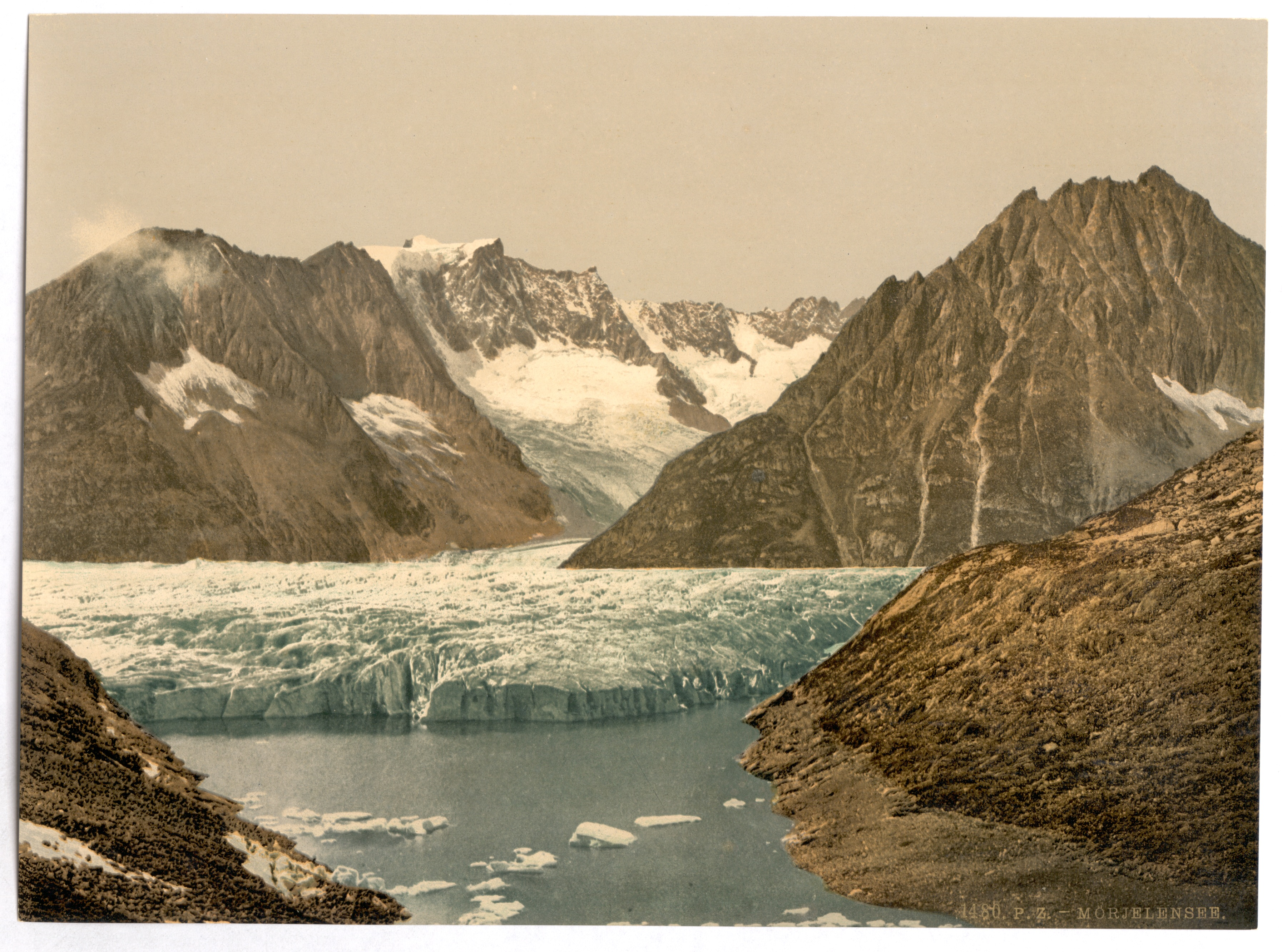
Postkarte aus der Zeit von 1890 bis 1900